# Nudelman-Rikhter NR-23
El Nudelman-Rikhter NR-23 (Нудельман-Рихтер НР-23, en ruso) es un cañón automático soviético ampliamente utilizado en los aviones militares de la Unión Soviética y de los países miembros del Pacto de Varsovia. Fue diseñado por A.E. Nudelman y A.A. Rikhter durante la Segunda Guerra Mundial para sustituir los cañones Nudelman-Suranov NS-23 y Volkov-Yartsev VYa-23, entrando en servicio en 1949.

## Desarrollo
El cañón automático NR-23 tiene un solo cañón de calibre 23 mm y es accionado por el retroceso del disparo. Es similar al NS-23, pero sus mejoras mecánicas aumentaron su cadencia de disparo en más de un 50%. Su cadencia teórica es de 850 disparos/minuto, aunque los cañones capturados y probados por la USAF lograron una cadencia de sólo 650 disparos/minuto.
El NR-23 fue sustituido más tarde por el cañón automático Afanasev-Makarov AM-23, con una mayor cadencia de disparo. El AM-23 fue utilizado en torretas para bombarderos. Era un arma accionada por gas, que pesa 43 kg y fue capaz de una cadencia considerablemente mayor (1.200-1.300 disparos/minuto).
La República Popular China fabrica copias de ambas versiones de esta arma como Norinco Tipo 23-1 (NR-23) y Tipo 23-2 (AM-23), respectivamente.

## Aplicaciones
El NR-23 fue utilizado en aviones de combate, incluido el MiG-15, Lavochkin La-15, MiG-17, y algunas versiones de los MiG-19. El AM-23 se utilizó en las torretas de defensa del Antonov An-12, Ilyushin Il-28, Myasishchev M-4, Tupolev Tu-14, Túpolev Tu-16, Tupolev Tu-22, Tupolev Tu-95/Tu-142 , y el prototipo Tupolev Tu-98.
Una de las más inusuales aplicaciones de este cañón automático, según fuentes publicadas, fue la instalación de un cañón Nudelman-Rikhter de 23 mm o uno de 30 mm a bordo del Almaz, la versión militar de la estación espacial Salyut.
Teniendo en cuenta los distintos usuarios y el gran número de aviones que emplean estas armas, es quizás el cañón aeronáutico más ampliamente utilizado hoy día. A mediados de la década de 1960, el cañón fue sustituido en la Unión Soviética por el cañón automático doble Gryazev-Shipunov GSh-23.
El mecanismo del NR-23 fue ampliado para producir el NR-30 de 30 mm, utilizado en el MiG-19 y algunas versiones de los MiG-21.